# Amanda Smock
Amanda Jo Smock, Thieschafer da nubile, (Long Prairie, 27 luglio 1982), è una triplista statunitense, sette volte campionessa nazionale della specialità (di cui tre outdoor e quattro indoor).
Al college è stata per tre volte vincitrice del campionato NCAA Division II. Ha vinto la medaglia d'oro ai campionati statunitensi outdoor del 2011, 2012 e 2014, ed a quelli indoor del 2012, 2013, 2014 e 2015. Ha gareggiato ai Giochi olimpici di Londra 2012, venendo eliminata in qualificazione.

## Biografia

### Gioventù
Amanda Smock è nata il 27 luglio 1982 da Beth e Glen Thieschafer. È cresciuta a Melrose (Minnesota), dove ha iniziato a fare ginnastica all'età di 4 anni. "C'era quel film intitolato Nadia su Nadia Comăneci, e devo averlo visto 1000 volte", ha detto Smock. "Alla fine decisi di diventare una ginnasta olimpica". Scoprì poi di essere più adatta all'atletica leggera, abbandonando la ginnastica quando era adolescente. Durante la high school eccelse nel salto in lungo, salto con l'asta, salto triplo e velocità. Si è diplomata presso la Melrose High School nel 2000. Ha frequentato la North Dakota State University grazie ad una borsa di studio in atletica, laureandosi nel 2004. Al college è stata tre volte campionessa NCAA Division II di salto triplo.

### Carriera sportiva
Smock si è qualificata per i trials olimpici 2008, ma chiuse quinta non guadagnandosi il posto per Pechino 2008. Il padre morì poco dopo questa competizione.
Nel 2011 la Smock si piazzò prima nel salto triplo ai campionati statunitensi, con un salto di 14,07 m. Questo salto era di poco più corto dello standard B richiesto per la partecipazione ai Mondiali di Taegu 2011. Pochi giorni prima dell'annuncio della squadra statunitense, stabilì il suo record personale con 14,18 m, qualificandosi per la competizione. Non riuscì a conquistare la finale ai mondiali, finendo 31ª su 34 partecipanti. Ai campionati statunitensi indoor del 2011 si è classificata seconda nel salto triplo con una misura di 13,63 m.
Nel 2012 ha vinto il campionato indoor con 13,77 m, qualificandosi così per i Mondiali indoor di Istanbul 2012. In questa competizione si è classificata 26ª su 30. Ai trials statunitensi 2012, che valevano anche da titolo statunitense, ha vinto con un salto di 13,94 m, qualificandosi così per i Giochi olimpici di Londra 2012. Sarà l'unica donna statunitense a presentarsi nel salto triplo.

### Vita personale
Amanda Smock è sposata ad un ex compagno di università, Greg Smock, dal 2009. Riceve un piccolo stipendio dal New York Athletic Club, e saltuariamente vince premi in denaro in qualche competizione. Il marito Greg è avvocato. Amanda ha lavorato in una piccola ditta specializzata in programmi di salute e benessere. Ha compiuto 30 anni il 27 luglio 2012, giorno di apertura dei giochi olimpici di Londra 2012.

## Palmarès
| Anno | Manifestazione  | Sede     | Evento       | Risultato | Prestazione | Note |
| ---- | --------------- | -------- | ------------ | --------- | ----------- | ---- |
| 2011 | Mondiali        | Taegu    | Salto triplo | 31ª (q)   | 13,48 m     |      |
| 2012 | Mondiali indoor | Istanbul | Salto triplo | 26ª (q)   | 13,25 m     |      |
| 2012 | Giochi olimpici | Londra   | Salto triplo | 27ª (q)   | 13,61 m     |      |

## Campionati nazionali
- 3 volte campionessa nazionale del salto triplo (2011, 2012, 2014)
- 4 volte campionessa nazionale indoor del salto triplo (2012, 2013, 2014, 2015)